# Relações entre Portugal e Roménia
As relações diplomáticas entre a República Portuguesa e a Roménia remontam a 1917, tendo sido interrompidas após a Segunda Guerra Mundial, antes de serem restabelecidas em junho de 1974, após a Revolução dos Cravos em Portugal. Desde então as relações entre os dois países mantêm-se estáveis e amigáveis. Os dois países são membros de diversas organizações internacionais, destacando-se a NATO e a União Europeia.

## História
A interação entre os povos dos territórios hoje correspondentes a Portugal e à Romênia antecede significativamente o estabelecimento dos referidos estados. Os dois países encontram uma herança comum no Império Romano, correspondendo aproximadamente às províncias de Lusitânia e da Dácia, com a língua de ambos os países a ser o expoente mais visível desta herança partilhada, dado que quer o português, quer o romeno são duas línguas românicas, que evoluíram ao longo da história do latim, o antepassado comum de ambas.
Apesar de Portugal ter reconhecido a independência da Roménia em 1880, as relações diplomáticas entre os dois países apenas são estabelecidas a 25 de agosto de 1917, em plena Primeira Guerra Mundial, onde os dois países combateram do lado das potências aliadas. Após a conclusão do conflito regista-se a primeira missão diplomática de Portugal à Roménia em 1919, com o estabelecimento da Legação portuguesa nos Balcãs, sediada em Bucareste, e com jurisdição também sobre a Sérvia e a Grécia.
O penúltimo rei da Roménia, o Rei Carlos II, residiu no Estoril, em Portugal, após ser exilado da sua pátria natal, vindo eventualmente a falecer em Portugal.
As relações diplomáticas entre os dois países viriam a ser cortadas após a Segunda Guerra Mundial, antes de serem eventualmente restabelecidas em 1974, após Revolução dos cravos em Portugal. As relações entre os dois países mantêm-se estáveis desde então, verificando-se múltiplas Visitas Oficiais ou de Estado por parte dos Governantes dos dois países, intensificando-se estas ao longo da última década, sobretudo ao nível ministerial e de Secretários de Estado, fruto da entrada da Roménia em organizações como a União Europeia, e a OTAN.
Ao longo das duas primeiras décadas do século XXI verificou-se um aumento significativo da imigração de cidadãos romenos em Portugal, com a comunidade romena em Portugal a ser composta por cerca de 40 000 indivíduos em 2011, um aumento significativo face ao valor registado em 2000, quando apenas 370 cidadãos romenos residiam em Portugal. Desde 2011, o número de cidadãos romenos em Portugal diminui, residindo em 2021 cerca de 30 000 cidadãos de origem romena em Portugal, sendo esta a quarta maior comunidade de imigrantes em Portugal.
Atualmente a União Europeia, a que Portugal aderiu em 1986, e a Roménia em 2007, assume um relevante papel nas relações entre os dois países. Após a entrada da Roménia para a União Europeia, verificou-se um intensificar do diálogo bilateral, evidenciado pelas múltiplas reuniões e visitas oficiais realizadas desde então por parte dos respetivos governantes, verificando-se uma convergência por parte dos dois países face a algumas das principais temáticas europeias.

## Acordos Bilaterais
Desde o restabelecimento de relações diplomáticas entre os dois países, em 1974, verifica-se a assinatura de diversos acordos entre as duas nações, incluindo:
- Acordo Cultural, a 6 de janeiro de 1975;
- Acordo sobre cooperação no domínio do turismo, a 15 de março de 1975;
- Tratado de Amizade e de Cooperação, e Acordo de cooperação económica, técnica e científica a longo prazo, ambos a 14 de junho de 1975;
- Acordo relativo aos transportes internacionais rodoviários de pessoas e mercadorias, a 22 de julho de 1979;
- Acordo sobre promoção e proteção recíproca de investimentos, e acordo sobre cooperação económica, industrial e técnico-científica, ambos a 17 de novembro de 1993;
- Acordo de cooperação na área militar, 10 de julho de 1995;
- Acordo para a Cooperação nos domínios da educação, ciência, cultura, desporto, juventude, turismo e comunicação social, 16 de setembro de 1997;
- Convenção para evitar a dupla tributação e prevenir a evasão fiscal em matéria de impostos sobre o rendimento e o capital, 17 de setembro de 1997;
- Convenção sobre Segurança Social, 1 de agosto de 2006.

## Visitas de Estado e Oficiais
Após o restabelecimento das relações diplomáticas entre os dois países em 1974, registam-se diversas visitas oficiais por parte dos governantes de ambos os países, que principiaram logo em 1975, com visitas oficiais por parte dos respetivos chefes de estado.

### Visita de Governantes portugueses à Roménia
- 13 a 15 de junho de 1975, Francisco Costa Gomes, Presidente da República
- 21 a 23 de março de 1979, António Ramalho Eanes, Presidente da República
- 3 a 6 de março de 2000, Jorge Sampaio, Presidente da República
- 15 de maio de 2014, Bruno Maçães, Secretário de Estado dos Assuntos Europeus
- 29 de setembro de 2014, Paulo Portas, Vice Primeiro-ministro
- 18 e 19 de junho de 2015, Aníbal Cavaco Silva, Presidente da República
- 25 e 26 de maio de 2017, Margarida Marques, Secretária de Estado dos Assuntos Europeus
- 6 e 7 de novembro de 2020, João Gomes Cravinho, Ministro da Defesa Nacional

### Visita de Governantes romenos a Portugal
- 28 a 31 de outubro de 1975, Nicolae Ceausescu, Presidente da República
- 5 de julho de 1991, Ion Iliescu, Presidente da República
- 2 e 3 de dezembro de 1996, Emil Constantinescu, Presidente da República.
- 29 de junho de 2001, Adrian Nastase, Primeiro-Ministro
- 29 de outubro a 1 de novembro de 2003, Ion Iliescu, Presidente da República
- 13 de julho de 2007, Calin Popescu-Tariceanu, Primeiro-Ministro
- 2 de junho de 2014, Titus Corlatean, Ministro dos Negócios Estrangeiros
- 23 de outubro de 2017, Klaus Iohannis, Presidente da República
- 26 de setembro de 2017, George Ciamba, Secretário de Estado dos Assuntos Europeus
- 7 de junho de 2018, Vasilica Viorica Dancila, Primeira-Ministra

## Relações Económicas
Portugal e a Roménia possuem uma robusta relação económica, facilitada pelo estatuto de ambos os países como Estados Membros da União Europeia, bem como pela relativa proximidade geográfica entre os dois países.
Em 2020 o valor total das exportações portuguesas para a Roménia foi de 475.5 milhões de euros, enquanto o das importações se situava em 238.2 milhões de euros, o que representa um excedente favorável a Portugal de 237,3 milhões de euros. Igualmente é possível verificar um crescimento no volume das trocas comerciais entre os dois países, verificando-se durante o período entre 2016 e 2020 um crescimento médio anual de 5.1% nas exportações, e de 19.6% nas importações, da perspetiva portuguesa. Os principais grupos de produtos exportados por Portugal para a Roménia no ano de 2020 foram os Veículos e Outro material de Transporte, e as Máquinas e Aparelhos, enquanto que os principais grupos de produtos importados por Portugal, com origem no mercado romeno, foram, no mesmo ano, os Produtos Agrícolas e os Veículos e Outro material de Transporte.
Em 2019, A Roménia era o 19º cliente comercial e o 33º fornecedor de Portugal, enquanto para a Roménia, Portugal foi, em 2019, o seu 39º cliente e 27º fornecedor.
Verifica-se ainda uma forte presença de empresas portuguesas no mercado romeno, sendo que em 2019 foram registadas 908 empresas portuguesas como exportadoras para a Roménia, um crescimento face a 2015, ano em que esse número era de 757.

## Relações Culturais

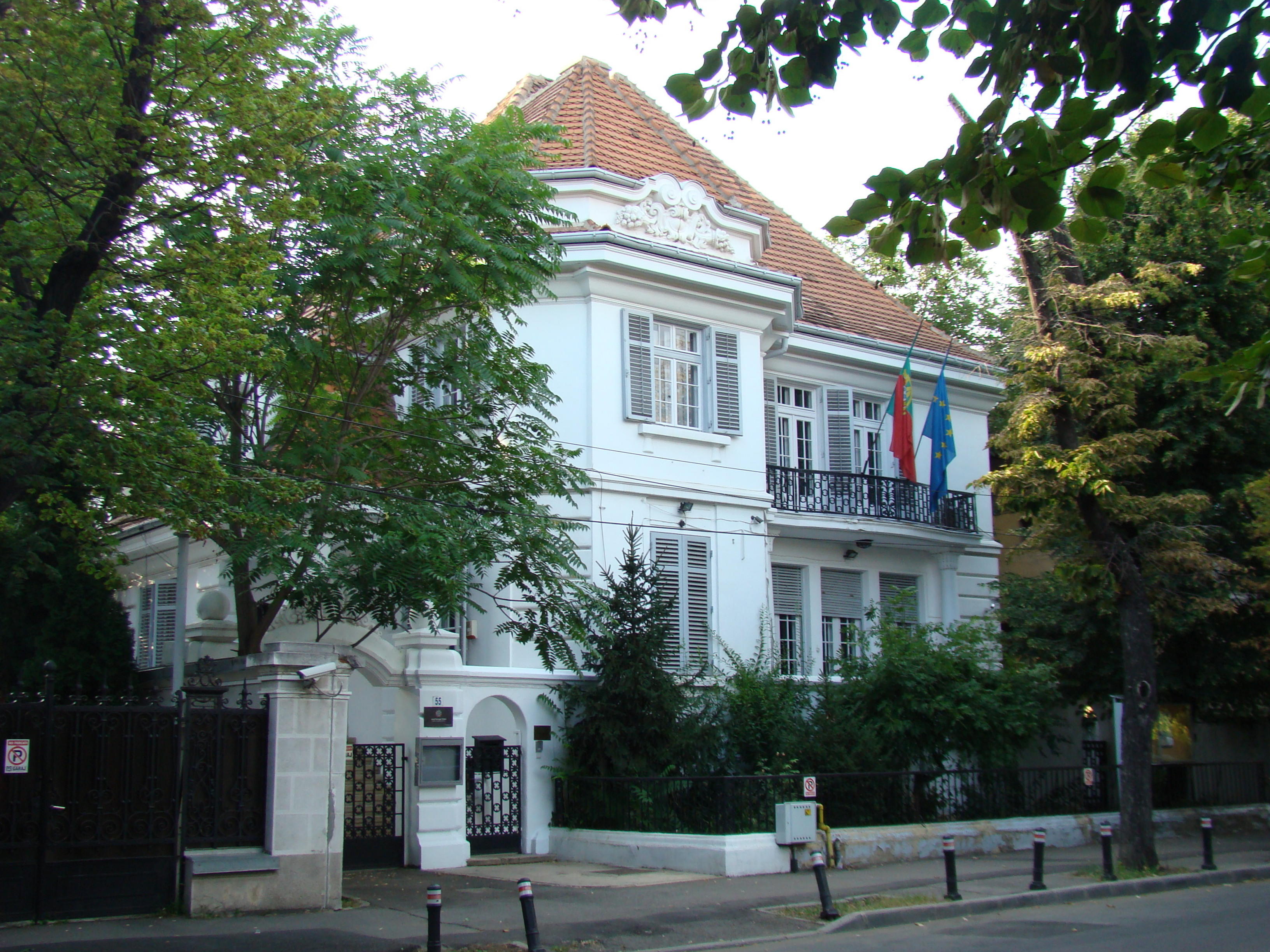
Embaixada de Portugal em Bucareste

O Instituto Camões está representado na Roménia, dispondo de Centros de Língua Portuguesa nas cidades de Bucareste, Cluj-Napoca, Constança e Timisoara, bem como de uma Cátedra em Bucareste, e Leitorados ou Protocolos de Cooperação com as Universidades de Bucareste, Babes-Bolyai, Ovidius de Constança e Timisoara.
O Instituto Cultural romeno, o Institutul Cultural Român, encontra-se igualmente presente em Portugal, na cidade de Lisboa.

## Missões Diplomáticas
- Portugal tem uma embaixada em Bucareste.
- A Roménia tem uma Embaixada em Lisboa. A Roménia dispõe ainda de 2 Consulados Honorários em Portugal, no Porto, e no Estoril.